# Oekraïne op het Eurovisiesongfestival 2012
Oekraïne nam deel Eurovisiesongfestival 2012 in Bakoe, Azerbeidzjan. Het was de 10de deelname van het land op het Eurovisiesongfestival.  De NTU was verantwoordelijk voor de Oekraïense bijdrage voor de editie van 2012.

## Selectieprocedure
Op 23 augustus 2011 maakte de NTU bekend dat Oekraïne zou deelnemen aan het Eurovisiesongfestival 2012.
Oekraïne keerde weer terug met een nationale selectie met een open inschrijving. In tegenstelling tot 2011 is er weer gekozen voor één uitzending waarin 21 kandidaten aantraden. De inschrijving liep tot en met 25 december. De finale was op 18 februari waarin via sms en een vakjury werd gestemd.
Rond 20 januari werden de beste 21 kandidaten bekendgemaakt.

## Nationale finale
| Strartplaats | Artiest            | Lied                     | Jury | Televoting | Totaal | Plaats |
| ------------ | ------------------ | ------------------------ | ---- | ---------- | ------ | ------ |
| 1            | Olga Shanis        | "Dream"                  | 10   | 6          | 16     | 12     |
| 2            | Vitaliy Galay      | "I want to love"         | 3    | 4          | 7      | 15     |
| 3            | Max Barskih        | "Dance"                  | 20   | 18         | 38     | 2      |
| 4            | Olya Polyakova     | "Lepestok"               | 15   | 8          | 23     | 7      |
| 5            | Edoeard Romanjoeta | "I'll never let go"      | 9    | 19         | 28     | 5      |
| 6            | Legkiy Flirt       | "Megamix"                | 4    | 1          | 5      | 16     |
| 7            | Igor Tatarenko     | "You're my life"         | 8    | 14         | 22     | 8      |
| 8            | Mihailo Gritskan   | "Ya tak iskal tebya"     | 1    | 16         | 17     | 11     |
| 9            | Maria & Tikhon     | "I close to you"         | 16   | 11         | 27     | 6      |
| 10           | Marta              | "My heart is sorrowing"  | 7    | 12         | 19     | 9      |
| 11           | Gaitana            | "Be My Guest"            | 21   | 20         | 41     | 1      |
| 12           | Oksana             | "Mondo blu"              | 18   | 17         | 35     | 3      |
| 13           | Rapira             | "Get over"               | 2    | 10         | 12     | 14     |
| 14           | Andrey Bogomolets  | "Are you waiting for me" | 17   | 2          | 19     | 9      |
| 15           | BONDarchuk         | "I don't know why"       | 13   | 5          | 18     | 10     |
| 16           | Renata Shtifel     | "Love in sunlight rays"  | 6    | 21         | 27     | 6      |
| 17           | Treeorange         | "New day"                | 5    | 13         | 18     | 10     |
| 18           | The Incredibles    | "Just a dream"           | 19   | 15         | 34     | 4      |
| 19           | Ulyana Rudakova    | "Ty ne odin"             | 14   | 9          | 23     | 7      |
| 20           | Marietta           | "Rainbow"                | 12   | 7          | 19     | 9      |
| 21           | Lena Voloshina     | "Let it out"             | 11   | 3          | 14     | 13     |

## In Bakoe
In Bakoe trad Oekraïne aan in de tweede halve finale, op donderdag 24 mei. Daar eindigde het als achtste. In de finale behaalde Oekraïne de vijftiende plaats.
2003 · 2004 · 2005 · 2006 · 2007 · 2008 · 2009 · 2010 · 2011 · 2012 · 2013 · 2014 · 2015 · 2016 · 2017 · 2018 · 2019-2020 · 2021 · 2022 · 2023 · 2024 · 2025
Albanië · Azerbeidzjan · België · Bosnië en Herzegovina · Bulgarije · Cyprus · Denemarken · Duitsland · Estland · Finland · Frankrijk · Georgië · Griekenland · Hongarije · Ierland · IJsland · Israël · Italië · Kroatië · Letland · Litouwen · Macedonië · Malta · Moldavië · Montenegro · Nederland · Noorwegen · Oekraïne · Oostenrijk · Portugal · Roemenië · Rusland · San Marino · Servië · Slovenië · Slowakije · Spanje · Turkije · Verenigd Koninkrijk · Wit-Rusland · Zweden · Zwitserland